# Nadia Heo
Pour les articles homonymes, voir Heo.
Nadia Véoute Heo, née le 20 décembre 1967 dans la tribu de Yambé à Pouébo sur la côte nord-est de la Grande Terre, est une femme politique indépendantiste kanak de Nouvelle-Calédonie. 

## Carrière politique
Nadia Heo est une militante du Parti de libération kanak (Palika), l'un des plus anciens mouvements indépendantistes, de tendance marxiste-léniniste, et l'une des composantes du Front de libération nationale kanak et socialiste (FLNKS). 
Elle est 9e sur la liste de l'Union nationale pour l'indépendance (UNI), coalition indépendantiste dominée par le Palika, d'André Bilou à Pouébo lors des élections municipales du 11 mars 2001 et qui obtient 4 sièges sur 19. 
Pour les élections provinciales du 9 mai 2004, elle est en 10e position sur la liste UNI du président sortant (et principal dirigeant du Palika) Paul Néaoutyine dans le Nord, qui arrive en tête avec 7 711 votes (37,51 %) et 11 élus sur 22 à l'Assemblée provinciale (dont 7 sur les 15 également envoyés au Congrès). Nadia Heo devient ainsi conseillère provinciale, sans être membre de l'assemblée délibérante de la Nouvelle-Calédonie.  
Lors des élections provinciales du 10 mai 2009, elle est cette fois en 6e position sur la liste UNI toujours dirigée par Paul Néaoutyine dans le Nord, qui conserve le meilleur score mais avec une plus faible avance qu'en 2004 avec 6 631 voix (30,6 %) et 9 élus sur 22 à l'Assemblée provinciale (dont 6 sur les 15 également envoyés au Congrès). Nadia Heo est donc réélue dans la première institution et fait son entrée dans la seconde. 
Elle est secrétaire du bureau du Congrès du 22 mai 2009 au 13 juillet 2010 et depuis le 19 août 2011, rapporteur de la commission intérieure de la Santé et de la Protection sociale à partir du 22 mai 2009 et présidente de celle de l'Organisation administrative et de la Fonction publique depuis le 19 août 2011. Depuis le 22 mars 2013, elle est également l'une des quatre coprésidents (avec Léontine Ponga du Rassemblement-UMP, Damien Yeiwéné de l'UC et Philippe Michel de Calédonie ensemble) de la commission spéciale du Congrès chargée de rechercher en commun le drapeau du pays, créée par la délibération du 27 décembre 2012.